# Рафах
Рафах (на арабски: رفح‎) е град, разположен на Ивицата Газа в Палестинската автономия, намира се в провинция Рафах, до границата с Египет. Населението на града е 171 899 души (по данни от преброяването от 2017 г.). В града е разположено международното летище „Ясер Арафат“.